# Frederikshavn

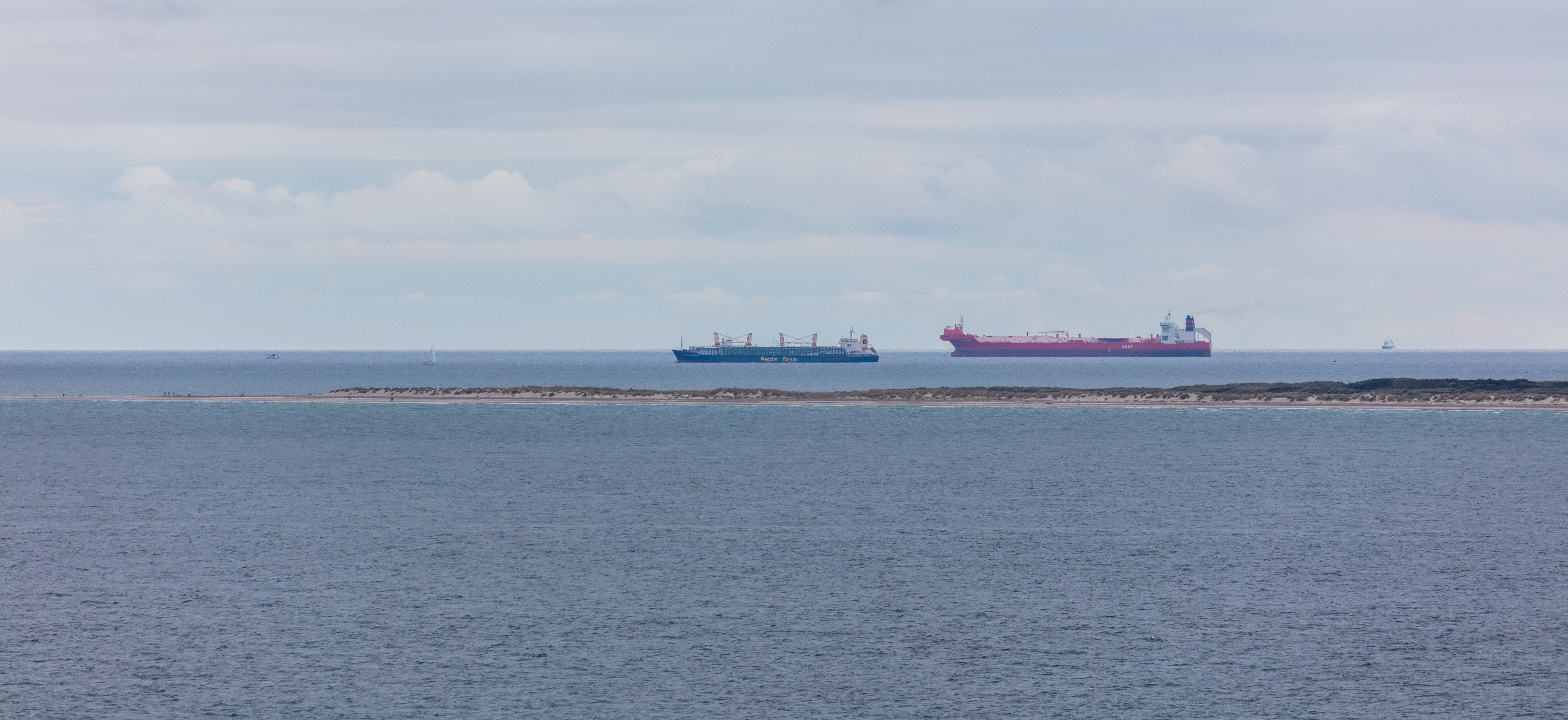
Punta de Grenen, en el municipio de Frederikshavn, donde es frecuente ver el paso de navíos.

Frederikshavn (anteriormente conocida como Fladstrand) es la ciudad más grande del municipio de Frederikshavn, en la región de Jutlandia Septentrional. Hoy en día es, tras Hjørring, la segunda ciudad más grande de Vendsyssel-Thy, con 23.295 habitantes (2012). La ciudad se encuentra en el Kattegat, en la costa oriental del distrito tradicional de Vendsyssel. Frederikshavn recibe su nombre en honor al rey Federico VI, y recibió los derechos de ciudad en 1818.
Surgida como un pueblo pesquero, Frederikshavn es un puerto industrial, aunque desde finales del siglo XX su economía se ha ido orientando más hacia el sector terciario. Históricamente ha tenido una importancia militar, que aún conserva.

## Historia
Frederikshavn nació como un pequeño pueblo pesquero, mencionado por primera vez en un documento de 1572, con el nombre de Fladstrand ("playa plana"). Sin embargo, hay evidencia de presencia humana en la región desde el Neolítico, con varias decenas de túmulos funerarios de diferente tamaño originarios de la Edad del Bronce, y restos de viviendas de la Edad del Hierro. El buen puerto natural ha sido desde siempre un lugar óptimo para la pesca, y seguramente era explotado desde antes de formarse un asentamiento permanente. Desde finales del siglo XVI, Fladstrand comenzó a servir de puerto a la vecina ciudad de Sæby.
Durante la guerra de los Treinta Años (1618-1648) Fladstrand, al igual que toda Jutlandia, fue ocupada por tropas imperiales. Los ocupantes construyeron varias pequeñas fortificaciones en la costa oriental de Vendsyssel, entre ellas en Fladstrand. Luego, durante la Guerra Escanesa que enfrentó a Dinamarca-Noruega contra Suecia, Cristián V ordenó la construcción de una nueva fortificación en el sur del pueblo. La evidente situación estratégica hizo que entre 1686 y 1690 se erigiera la fortaleza de Fladstrand, una ciudadela adyacente al mar con una gran torre central, la Krudttårnet, que evitaba el ataque por tierra al mismo tiempo que protegía el tráfico marítimo entre Dinamarca, Noruega y Suecia. La importancia militar tuvo un impacto positivo en el crecimiento de Fladstrand, incrementándose el comercio y la población. A finales de siglo XVII Fladstrand había superado a Sæby en población y la aduana de ésta se había mudado allí. La fortaleza de Fladstrand fue un punto de apoyo a la flota danesa durante la Gran Guerra del Norte (1709-1721). Durante las guerras napoleónicas, Fladstrand sirvió de base a varias cañoneras danesas que atacaban a los navíos británicos.
A finales del siglo XVIII comenzó un período de retroceso para Fladstrand. El puerto se anegó de arena, y con el largo período de paz, la fortaleza perdió su importancia. Para 1787 había menos de 500 habitantes. Este período terminó en 1812 cuando quedó concluido un nuevo puerto construido a expensas del desmantelamiento de la antigua ciudadela. En 1818 Fladstrand fue designada ciudad comercial (købstad) con el nombre de Frederikshavn ("puerto de Federico"), en honor de Federico VI. Durante todo el siglo XIX hubo un crecimiento del comercio y la pesca, y para la segunda mitad del siglo, Frederikshavn se hallaba entre los principales puertos pesqueros daneses. A mediados del siglo XIX las comunicaciones mejoraron, haciendo más rápido el desarrollo de la ciudad e impulsándola a convertirse en un centro industrial. En 1871 la ciudad quedó conectada al ferrocarril de Jutlandia, y en 1890 se construyó la línea a Skagen. La economía giraba en torno al puerto —ampliado antes del cambio de siglo—, siendo la industria naviera una de las principales actividades: se construían barcos y se producían motores. Al finalizar el siglo XIX había en Frederikshavn unos 6500 habitantes. 
En la primera mitad del siglo XX, se inauguró la comunicación por transbordadores rápidos con varios puertos, entre ellos Copenhague, Gotemburgo y Oslo. La industria naviera y de los metales crecieron significativamente, ocasionando el aumento constante de la población.
En la Segunda Guerra Mundial, Frederikshavn fue ocupada por tropas alemanas. Como el puerto danés más importante de la zona del Kattegat y el Skagerrak, la ciudad tuvo una gran importancia en la estrategia bélica alemana. El puerto fue ampliado y utilizado para el embarque de tropas y municiones hacia Noruega. La ciudad fue rodeada con baterías antiaéreas, búnkeres, muros de hormigón, alambres de púas, campos minados y fosos. Al oeste se construyó una pista de aterrizaje para servir de alternativa al aeropuerto de Aalborg, y en la costa se habilitó un aeródromo para hidroaviones. Se establecieron depósitos de municiones, y las escuelas fueron utilizadas como vivienda para los soldados. Hubo también un hospital y un cementerio militar. El mariscal Erwin Rommel visitó la ciudad en diciembre de 1943 para inspeccionar las instalaciones defensivas. Sólo otros tres lugares tuvieron una situación similar en Dinamarca durante la ocupación: Hantsholm, Aalborg y Esbjerg. Algunas de las construcciones fueron desmanteladas tras la guerra, pero aún subsisten varias de ellas.
En los años de posguerra continuó el crecimiento de la población, hasta estancarse alrededor de los 24.000 - 25.000 habitantes en la década de 1960. En 1962, las instalaciones del puerto fueron nuevamente ampliadas para dar cabida a la Estación Naval de Frederikshavn, utilizada por la Armada Danesa y uno de los mayores puertos de la OTAN en la Europa del Norte. Desde los años 1970 se vive un periodo de desindustrialización. Los astilleros, que durante el siglo XX fueron las principales fuentes de empleo, han cerrado o han reducido drásticamente su actividad, debido a la crisis en la industria marítima que comenzó en los años 1980.
En 2007, la ciudad se convirtió en la sede del municipio más septentrional de Dinamarca, cuando el antiguo municipio de Frederikshavn se agrandó tras fusionarse con los municipios de Skagen y Sæby.

## Paisaje
Frederikshavn se encuentra en una morrena creado por el hielo en la edad de hielo pasada de hace 14 000 años. Ciudades como Pikkerbakken y Øksnebjerg poseen profundas gargantas de la era glacial. Al oeste de Frederikshavn encuentran un paisaje de colinas con bosques, prados, valles y tierras de cultivo, y al norte, el paisaje es plano, con pantanos de sal, pantanos y tierras de cultivo. Al este se encuentra el Archipiélago Hirsholmene y Deget en el Kattegat.

## Ciudades hermanas
Frederikshavn está hermanada con:
- Borlänge, Suecia
- Bremerhaven, Alemania
- Larvik, Noruega
- Qeqqata, Groenlandia
- Qingdao, China
- Tranås, Suecia